# Норт-Уист
Норт-У́ист (гэльск. Uibhist a Tuath, [ˈɯ.ɪʃtʲ ə t̪ʰuə]) — остров в архипелаге Внешние Гебриды, Шотландия. Административно входит в состав области Уэстерн-Айлс.

## География
Остров является десятым по величине в Шотландии и пятнадцатым среди Британских островов. Расположен между Гаррисом на севере и Бенбекьюлой на юге.
Рельеф в основном равнинный: много торфяных болот и озер, занимающих, в целом, до половины площади. Некоторые озера содержат смесь пресной и приливной соленой воды, что создает необычные экосистемы. Лох-Сгадавей, про которое говорят, что это самое непостоянное озеро в Великобритании, является самым большим по площади на острове, хотя вдвое уступает по объему воды Лох-Обисари. Тем не менее, на острове есть несколько холмов, наибольший из которых, Эвал, высотой 347 м.

## История
Остров был заселён с древнейших времен, о чем свидетельствует, например, каирн Барпа-Лангас.
В Описании Западных островов Шотландии, именуемых Гебридами Дональда Мунро, Норт-Уист, Бенбекьюла и Саут-Уист рассматривались как один остров Ywst. Название острова выводят из старонорвежского west (запад), также есть вариант с Ivist (населенное место, жилище). Гэльская этимология выводит название от I-fheirste, что означает пересеченный остров, остров изрезанный бухтами.
После норвежского господства остров перешёл во владение клана Мак-Руари, в 1495 году передан Макдональдам Слита, которые в 1855 году продали его сэру Джону Поулетту Орду. Сегодня островом владеет семейство Гренвилл, через Фонд Норт-Уиста.
Население Норт-Уиста в XVIII веке достигало 5 тыс. чел, но упало в ходе Шотландских Чисток, когда многие покинули остров, уехав, главным образом, в Кейп-Бретон, Новая Шотландия. Преимущественно пресвитерианский Норт-Уист чистки затронули позже, чем католический Саут-Уист. Со времен наполеоновских войн сбор водорослей был главным источником дохода. Уменьшение запасов привело к тому, что фермеры не могли оплачивать аренду, даже несмотря на то, что некоторые землевладельцы снизили плату на 20 %. Хотя эмиграция была в основном мирной, в 1841 году был бунт в деревне Соллас, откуда 4й барон Макдоналд выселил 603 человека: полицейские из Глазго велели мужчинам не сопротивляться, но были забросаны камнями женщинами.

## Население
Население в 2001 году составило 1271 чел. Главным поселением острова является Лохмадди на востоке острова. Раньше это был важный рыбацкий порт, сейчас население в основном занято в туристической индустрии.
Другие значительные поселения — Соллас и Тайхари.

## Транспорт
Основными воротами острова является порт в Лохмадди, с регулярными рейсами парома в порт Уиг на Скай.
Норт-Уист также соединен дамбами с островами Гримсей (и далее с Бенбекьюлой и Саут-Уист), Балешэр и Бернерей. С последнего ходят паромы к Гаррису.